# 3. Kavallerie-Division (Deutsches Kaiserreich)
Die 3. Kavallerie-Division war ein Großverband der Preußischen Armee, der für die Dauer der Mobilmachung anlässlich des Sardinischen Krieges 1859, des Krieges gegen Frankreich 1870/71 und während des Ersten Weltkrieges von 1914 bis 1916 bestand.

## Gliederung

### Kriegsgliederung bei Mobilmachung 1914
- 16. Kavallerie-Brigade
  - Jäger-Regiment zu Pferde Nr. 7
  - Jäger-Regiment zu Pferde Nr. 8
- 22. Kavallerie-Brigade
  - Dragoner-Regiment „Freiherr von Manteuffel“ (Rheinisches) Nr. 5
  - Husaren-Regiment „Landgraf Friedrich II. von Hessen-Homburg“ (2. Kurhessisches) Nr. 14
- 25. Kavallerie-Brigade
  - Garde-Dragoner-Regiment (1. Großherzoglich Hessisches) Nr. 23
  - Leib-Dragoner-Regiment (2. Großherzoglich Hessisches) Nr. 24
- Reitende Abteilung/1. Kurhessisches Feldartillerie-Regiment Nr. 11
- MG-Abteilung Nr. 2
- Pionier-Abteilung

## Geschichte
Die Division wurde im Rahmen der Mobilmachung zu Beginn des Ersten Weltkriegs gebildet, zunächst an der Westfront eingesetzt und Ende März 1915 an die Ostfront verlegt. Dort wurde sie am 31. August 1916 zum „Korps Schmettow“ umgebildet und am 2. November 1916 offiziell aufgelöst. Das Korps wurde am 11. Januar 1917 in das Generalkommando 65 überführt.

### Gefechtskalender

#### 1914
- 05. bis 21. August – Verschleierungskämpfe vor der Front der 5. Armee
- 22. bis 27. August – Schlacht bei Longwy-Longuyon und am Othain-Abschnitt
- 28. August bis 1. September – Schlacht um die Maasübergänge
- 02. bis 3. September – Schlacht bei Varennes-Montfaucon
- 04. bis 5. September – Verfolgung westlich Verdun und durch die Argonnen
- 06. bis 12. September – Schlacht bei Vaubecourt-Fleury
- 17. bis 24. September – Schlacht bei Varennes
- 04. bis 14. Oktober – Aufklärungs- und Verschleierungskämpfe in Belgien und Nordfrankreich
- 13. Oktober bis 5. Dezember – Stellungskämpfe in Flandern und Artois
  - 15. bis 28. Oktober – Schlacht bei Lille
  - 30. Oktober bis 24. November – Schlacht bei Ypern
- ab 5. Dezember – Besatzungsdienst in Belgien

#### 1915
- bis 30. März – Besatzungsdienst in Belgien und Transport nach dem Osten
- 01. bis 22. April – Reserve Oberost in Gumbinnen
- 26. April bis 9. Mai – Vorstoß nach Litauen und Kurland
- 09. Mai bis 13. Juli – Gefechte an der unteren Dubissa
- 14. bis 25. Juli – Schlacht um Schaulen
- 30. Juli bis 7. August – Schlacht bei Kupischki
- 03. bis 10. August – Gefechte bei Kowarsk und Wilkomierz
- 12. bis 19. August – Schlacht bei Schimanzy-Ponedeli
- 19. August bis 8. September – Njemen-Schlacht
- 09. September bis 2. November – Schlacht bei Wilna
- ab 3. Oktober – Stellungskämpfe zwischen Krewo-Smorgon-Narotsch-Tweretsch

#### 1916
- bis 2. September – Stellungskämpfe zwischen Krewo-Smorgon-Narotsch-Tweretsch
- 02. bis 10. September – Transport nach Rumänien
- 10. bis 25. September – Kämpfe am Cibin und Alt-Abschnitt
- 26. bis 29. September – Schlacht bei Hermannstadt
- 29. September bis 4. Oktober – Kämpfe um Fogaras
- 05. Oktober – Schlacht vor dem Geisterwalde
- 07. bis 9. Oktober – Schlacht bei Kronstadt
- 10. Oktober bis 2. November – Gebirgskämpfe im Ojtozgebiet

## Kommandeure
| Dienstgrad      | Name                    | Datum                              |
| --------------- | ----------------------- | ---------------------------------- |
| Generalmajor    | Wilhelm von Scholten    | 14. Juni bis 18. November 1859     |
| Generalleutnant | Georg von der Groeben   | 18. Juli 1870 bis 23. Mai 1871     |
| Generalmajor    | Kurt von Unger          | 02. August 1914 bis ?              |
| Generalmajor    | Günther von Etzel       | 03. Mai 1915 bis 8. August 1916    |
| Generalleutnant | Eberhard von Schmettow  | 31. August bis 1. September 1916   |
| Generalmajor    | Georg Thumb von Neuburg | 01. September bis 2. November 1916 |